# Sandra Poulsen
Sandra Poulsen  , née le 24 juillet 1952 à Olympic Valley Californie, est une skieuse alpine américaine.

## Résultats sportifs

### Coupe du monde
- Résultat au classement général : 22e en 1971. : 16e en 1972. : 28e en 1973. : 24e en 1974.

### Championnats du monde de ski alpin
- Saint Moritz 1974 slalom géant: 11e.